# Dysmilichia rufalis
Dysmilichia rufalis är en fjärilsart som beskrevs av Bethune-Baker 1906. Dysmilichia rufalis ingår i släktet Dysmilichia och familjen nattflyn. Inga underarter finns listade i Catalogue of Life.